# Плетёный человек (фильм, 2006)
«Плетёный человек» (англ. The Wicker Man) — американо-немецко-канадский ремейк британского фильма ужасов «Плетёный человек» 1973 года.

## Сюжет
Офицер полиции Эдвард Мейлус получает письмо от своей бывшей невесты Уиллоу, где она просит помочь в поисках их пропавшей дочери Роан. Он приезжает на остров Саммерсайл, где встречает странных жителей. Вскоре Мейлус понимает, что на острове живут члены религиозной секты, которыми правит пожилая женщина сестра Саммерсайл. Он узнаёт, что его дочь собираются принести в жертву для получения хорошего урожая во время праздника. Пробравшись к месту проведения праздника, он спасает дочь и скрывается в лесу. Неожиданно Роан бежит в сторону сестры Саммерсайл. Эдвард, угрожая пистолетом, требует вернуть дочь. Его окружают жители. Уиллоу шокирует его своим признанием, что она является дочерью Саммерсайл, и что его специально заманили на остров. Уиллоу также предварительно разрядила его пистолет. Жители связывают Эдварда и, предварительно сломав ему ноги, помещают в многометровую фигуру деревянного человека. Его дочь Роан подносит факел к фигуре, Эдвард сгорает заживо.

## В ролях
| Актёр          | Роль                            |
| -------------- | ------------------------------- |
| Николас Кейдж  | Эдвард Мейлус                   |
| Эллен Бёрстин  | сестра Саммерсайл               |
| Кейт Бихан     | сестра Уиллоу                   |
| Дайан Делано   | сестра Бич                      |
| Лили Собески   | сестра Хони                     |
| Фрэнсис Конрой | доктор Мосс                     |
| Молли Паркер   | сестра Роуз                     |
| Майкл Уайзмен  | Пит                             |
| Джеймс Франко  | парень в баре                   |
| Джейсон Риттер | парень в баре                   |
| Аарон Экхарт   | дальнобойщик в придорожном кафе |

## Факты
- Тайное общество в фильме было спародировано в мультсериале «Южный парк», во второй серии двенадцатого сезона «Новая внешность Бритни»